# مزرعه نعیم
مزرعه نعیم، روستایی از توابع بخش مرکزی شهرستان بهشهر در استان مازندران ایران است.

## جمعیت
این روستا در دهستان میان کاله قرار دارد و براساس سرشماری مرکز آمار ایران در سال ۱۳۹۵، جمعیت آن زیر سه خانوار بوده‌است. مردم این روستا از قومیت طبری هستند. مردم این روستا به زبان طبری (مازندرانی) سخن می‌گویند.